# Vojtech Ábel
Podplukovník Vojtech Ábel (9. února 1911 Piešťany – duben 1945 Koncentrační tábor Mauthausen) byl československý a slovenský důstojník, účastník Slovenského národního povstání a oběť nacismu.

## Život

### Před druhou světovou válkou
Vojtech Ábel se narodil 9. února 1911 v Piešťanech v rodině poštovního doručovatele Jozefa Ábela a Kataríny rozené Košinárové. Mezi lety 1929 a 1933 Průmyslovou školu strojnickou v Košicích. V roce 1933 nastoupil na vojenskou prezenční službu, kterou absolvoval ve Čtyřech Dvorech u Českých Budějovic a v rámci které vystudoval školu důstojníků v záloze. U armády již zůstal a využil zde i svého strojního vzdělání. Mezi lety 1934 a 1935 sloužil v Trenčíně a poté v Nitře. Mezi říjnem 1935 a červnem 1936 absolvoval technický a zbrojní kurz v Plzni. Od roku 1937 působil ve Zbrojním technickém úřadu v Plzni, kde dohlížel na výrobu vojenského technického materiálu. Zde ho zastihla i Všeobecná mobilizace v roce 1938.

### Druhá světová válka
Po vzniku Slovenského štátu pokračoval Vojtech Ábel v armádní službě a stal se přednostou distribuční skupiny automobilového vojska v Bratislavě. Po napadení Sovětského Svazu v červnu 1941 byl na nějaký čas odvelený na Východní frontu, kde spolupracoval s Jánem Nálepkou a dalšími kontaktech s partyzány. V roce 1944 se během svého působení Trenčianských Teplicích zapojil do příprav Slovenského národního povstání. Na povstalecké území se přesunul 30. srpna téhož roku, působil zde ve velitelských funkcích v autoslužbě. Na konci října 1944 se evakuoval ze Zvolena do obranného postavení na Poľaně, kde poprvé padl do zajetí. Podařilo se mu uprchnout do Piešťan, kde byl znovu zatčen hlídkou Hlinkovy gardy. Vězněn byl v Trenčíně a Bratislavě, v noci z 31. března na 1. dubna 1945 byl odtransportován do koncentračního tábora Mauthausen. Zde zahynul, okolnosti a ani přesné datum úmrtí nejsou známy.

## Rodina
Vojtech Ábel se oženil s Jiřinou Schneiderovou, manželům se narodil syn a dcera.

## Posmrtná ocenění
- Vojtech Ábel byl in memoriam několikrát povýšen až do hodnosti podplukovníka
- Vojtechu Ábelovi byl in memoriam udělen Řád Slovenského národního povstání
- Vojtechu Ábelovi byl in memoriam udělen Československý válečný kříž 1939